# ازندریان
اَزَندَریان شهری است در بخش جوکار از توابع شهرستان ملایر استان همدان که‌در کوهپایه‌های‌کوهستان‌الوند‌ قرار‌گرفته است.
ازندریان در منطقه شمال و شمال غربی شهرستان ملایر واقع است. شهر ازندریان از توابع شهرستان ملایر، بین جاده ارتباطی ملایر- همدان قرار دارد و فاصله آن تا ملایر ۳۰ کیلومتر است. ارتفاع آن ۱۷۹۵ متر از سطح دریاست
ازندريان قطب صنعت سنگ سيليس و قالي دستباف و صنعت پوشاك شناخته شده است .

## جمعیت
جمعیت شهر ازندریان براساس سرشماری مرکز آمار ایران در سال۱۳۹۵، جمعیت آن ۱۱۲۷۳ نفر (۳۳۲۸ خانوار) بوده‌است. جمعیت ازندریان در سال ۱۳۹۷ بیش از ۱۵ هزار نفر ذکر شده‌است.

### زبان
مردم شهر ازندریان به زبان‌های ترکی‌ و لری ملایری سخن می‌گویند.

### مذهب
دین‌مردم‌شهر‌ اسلام‌ شيعه‌دوازده‌امامی‌می‌باشد‌

## جغرافیا
فاصله این شهر تقریباً با شهر ملایر حدود ۳۰ کیلومتر است شهر ازندریان ازشمال‌با‌روستای‌عشاق‌از‌غرب‌با‌علی‌اباددمق‌ازجنوب‌با جوکاروسمت شرق‌به روستا کندهلان‌ همسایه است 
حاجی محمد ابراهیم خان ترکمنی مؤمنی معروف به حاجی خان که ۱۲۰ سال پیش یکی از مقتدرترین شخصیت‌های ازندریان و حومه به‌شمار می‌رفته در منطقه شمال شهر ازندریان اقدام به درختکاری آن هم از انواع درخت‌های میوه از قبیل: گردو، زردآلو، گیلاس، سیب، آلبالو و غیره نموده‌است که در حال حاضر از آن به عنوان بزرگترین جنگل تفریحی غرب کشور (پارک توریستی، تفریحی الوند ازندریان) یاد می‌شود و برای تأمین آب مورد نیاز جنگل قناتی در آن توسط این مرد طبیعت حفر شده‌است. زمین‌های این جنگل متعلق به حاجی خان و مقدار دیگری از آن متعلق به اهالی ازندریان و روستای عشاق بوده که حاجی خان آن‌ها را برای ایجاد یک منطقه بکر گردشگری تملک نموده‌است.
این جنگل دارای مساحت بیش از ۵۰ هکتار است. پس از مدتی جنگل ازندریان توسط وارثان حاجی خان به یک شهروند ازندریانی واگذار و پس از آن مجدداً به یک شهروند دیگر ازندریانی واگذار گردید. در سال ۱۳۸۷، شهرداری ازندریان جنگل را برای استفاده عموم خریداری نمود و نام آن به پارک توریستی، تفریحی الوند تغییر یافت. این جنگل واقع در شهر ازندریان در ۳۰ کیلومتری ملایر و ۴۵ کیلومتری‌شهر‌همدان می‌باشد.

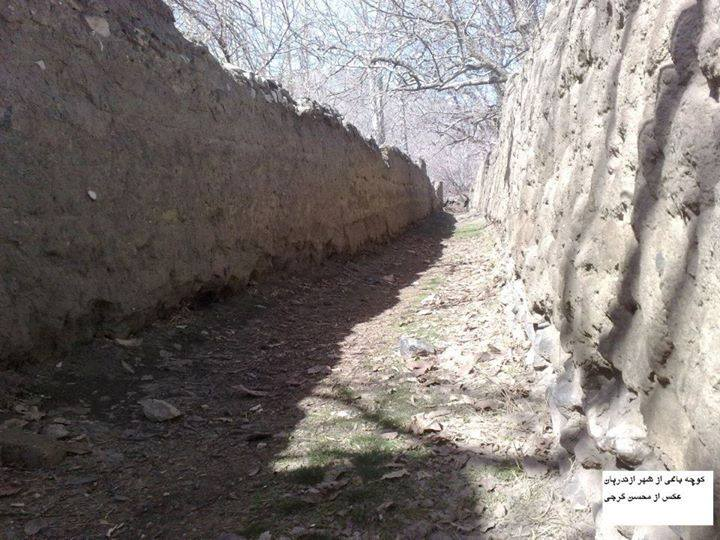
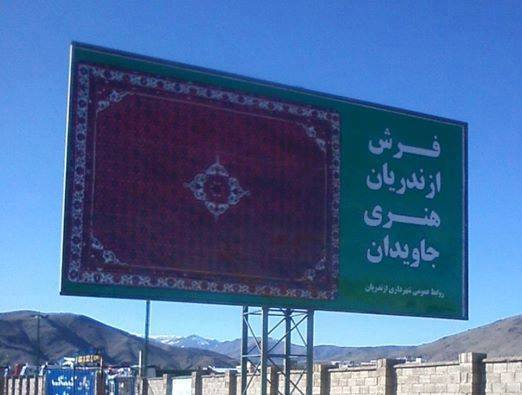
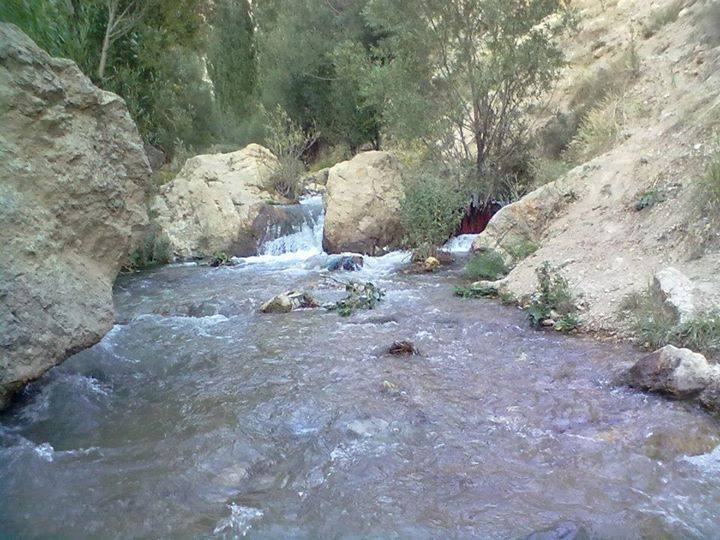

## تاریخ
از دوران پیش از تاریخ در نزدیکی ازندریان سنگنگاره‌هایی بازمانده است.. بیشتر نقوش این سنگ‌ها، نقش گرگ، گوزن، و سگ‌سانان است همچنین در بین آنها نقوش نمادین زیادی نیز مشاهده می‌شود یکی از این نقوش، نقش بزهایی است که شاخ‌های بلندی دارند. نقوش انسانی موجود روی این سنگ‌ها نیز روایتگر شکار انسان‌های کمان به دست است. ابعاد یکی از تخته سنگهای بزرخگ موجود در این محوطه ۱۲ در دو و نیم متر است که روی آن ۱۰۴ نقش ایجاد شده و به نظر می‌رسد که یکی از بزرگترین سنگ نگاره‌های مجموعه‌ای ایران باشد.

اوج شکوفایی ازندریان را مربوط به دوره زندیان دانسته‌اند.
کریم خان زند، گاهی مهمان شهر بوده و بنابه درخواست حاکم وقت دستور احداث بندی بر رودخانه ازندریان را داده‌است. این بند از رودخانه‌های کوهای الوند کوه از نفود آب می‌گرفته و آبهای دره کلا قاضی، حیله در و چپ دره را جمع می‌کرده‌است. این بند نه تنها آبیاری زمین‌های بین ازندریان و جوکار را موجب می‌شده بلکه مانع آسیبهای سیل به ازندریان بوده و هرزآب‌های ناگهانی را به سمت جنوب می‌رانده‌است. این بند به نام بند نهر مؤمن خانی شهرت داشته که بعداً از بین رفته‌است. در این زمان یعنی دوره نادری و زندیه و قاجاریه در کنار شرقی رودخانه که مشرف به باغات نیز بوده‌است قلعه بزرگ و معتبری وجود داشته که محل سکونت حاکم و مرکز حکومتی بوده، این قلعه ده یا دوازده برج داشته، محصور بوده و دروازه چوبی آن تا این اواخر موجود بوده‌است. در مورد این قعله می‌گویند که قدمت باستانی دارد و قبل از آنکه محل سکونت حاکم باشد، آتشکده و معبد بوده و نام ناریان قعله نیز به همین جهت به آن اطلاق شده‌است. بقایای این قلعه که هنوز به نام نارین قلعه مشهور است، وجود دارد و دیوارهای خشت گلی قطور آن در برخی از نقاط مشاهده می‌گردد. قلعه در سه دهه اخیر تخریب و تفکیک و بناهای جدیدی در محل آن احداث شده ولی بقایای معماری قبلی و طاق‌ها و ارسی‌ها و پنج‌دری‌ها و اتاق‌های بزرگ و ایوان‌ها در گوشه و کنار نیمه مخروبه باقی مانده و هنوز قابل مشاهده است.
پس از دوره قاجاریه، ازندریان منزوی مانده‌است و زمینهای بسیار وسیع زراعی و باغات آن در تملک خانواده‌های معدودی قرار گرفته، در سالهای ۱۳۴۰ مقارن با اصلاحات ارضی، در دوره پهلوی، این نظام تا حدودی شکسته شده ولی به دلیل کمی جمعیت و بزرگی سهم باقی مانده از زمین‌های زراعتی برای مالکان قبلی همچنان به عنوان یک روستای اربابی بزرگ تا آستانه انقلاب اسلامی پیش رفته‌است. پس از حاکم شدن نظام اداری جدید در ایران و در زمان پهلوی اول، به نام روستای ازندریان، که این نام، آهنگ خوشی هم دارد و گوش نواز است تبدیل می‌گردد.
در سال‌های پس ازانقلاب به دلیل تغییر ساختار قطعی مالکیت زمین‌های کشاورزی و پیدایش فعالیت جدیدی در نزدیک آن که استخراج سنگ سیلیس و تبدیل آن به پودر سیلیس است، این روستا تبدیل به یک کانون زیستی متفاوت شد.

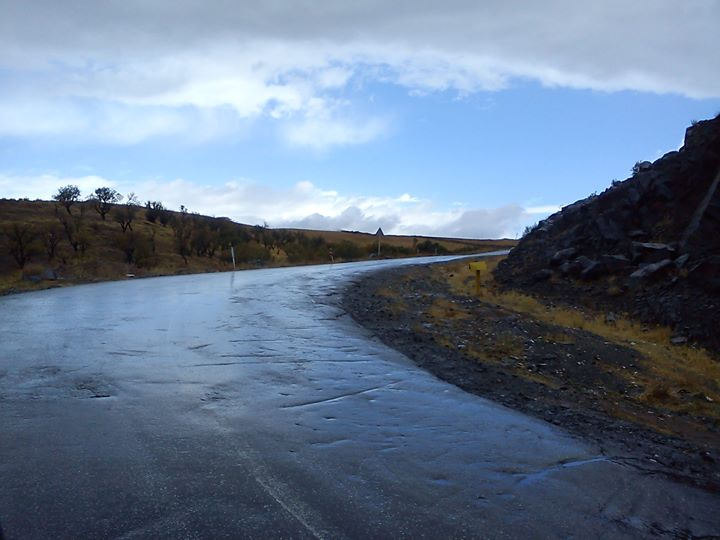
بالاتر از پل دربند
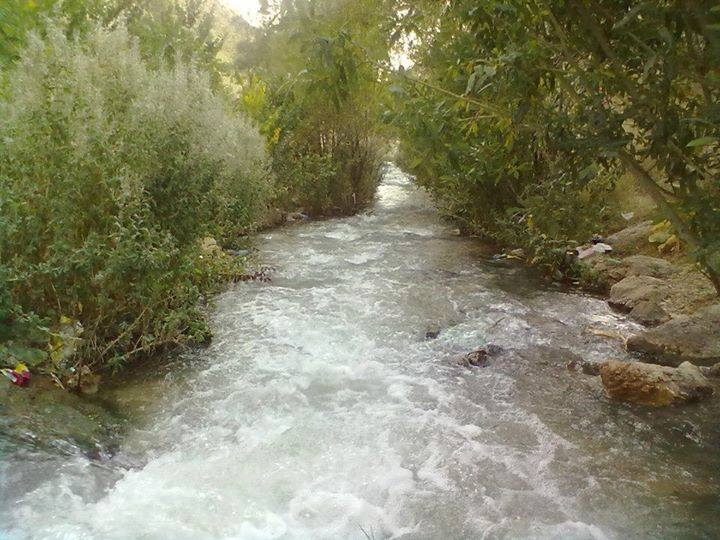